# スカルリーノ
スカルリーノ（伊: Scarlino）は、イタリア共和国トスカーナ州グロッセート県にある、人口約3,700人の基礎自治体（コムーネ）。

## 地理

### 位置・広がり

#### 隣接コムーネ
隣接するコムーネは以下の通り。
- カスティリオーネ・デッラ・ペスカーイア
- フォッローニカ
- ガヴォッラーノ
- マッサ・マリッティマ

### 気候分類・地震分類
スカルリーノにおけるイタリアの気候分類 (it) および度日は、zona D, 1840 GGである。
また、イタリアの地震リスク階級 (it) では、zona 4 (sismicità molto bassa) に分類される。